# Benjamin Baltes
Benjamin Baltes (* 30. März 1984 in Saarbrücken) ist ein deutscher ehemaliger Fußballspieler.

## Karriere
Baltes, der 2002 aus der eigenen Jugend in die Regionalligamannschaft des KFC Uerdingen 05 kam, schaffte dort den Durchbruch in der Saison 2004/05, in der er 32 Spiele absolvierte und acht Tore schoss. In Uerdingen wurde Baltes zum „Spieler des Jahres“ gewählt.
Da der KFC Uerdingen zur Saison 2005/06 keine Lizenz erhielt und somit in die Oberliga Nordrhein absteigen musste, entschloss sich Baltes zu einem Vereinswechsel. Er hatte verschiedene Angebote aus der ersten und zweiten Liga und entschied sich für den SC Freiburg, wo er einen Vertrag bis 2008 unterschrieb. Nach nur einer Saison und 15 Einsätzen verließ Baltes den Sportclub wieder und wechselte zur Saison 06/07 zum Regionalligisten VfB Lübeck. Sein dortiger Vertrag wurde in der Winterpause der Saison 2007/08 nach 43 Einsätzen wieder aufgelöst, da der Lübecker Verein in massive finanzielle Schwierigkeiten geraten war. Baltes schloss sich daraufhin dem Regionalligakonkurrenten Rot-Weiss Essen an.
Zur Saison 2008/09 wechselte Baltes zum Drittligisten FC Erzgebirge Aue. Er konnte sich allerdings nicht durchsetzen und absolvierte nur zehn Spiele, davon keins über 90 Minuten. Zur Rückrunde der Saison 2009/10 wechselte er zur 2. Mannschaft (U23) von Borussia Mönchengladbach und unterschrieb dort einen Vertrag bis zum Saisonende.
In der Saison 2010/11 spielte er in der niederländischen Eredivisie für Excelsior Rotterdam, bevor er zur Saison 2011/12 wieder nach Deutschland zurückkehrte. Er wechselte zum Regionalligisten Wuppertaler SV Borussia. Nach einem Jahr verließ er den WSV und wechselte zum Oberligisten KFC Uerdingen 05. Mit dem KFC stieg er in der Saison 2012/13 in die Regionalliga West auf. Im Jahr 2014 wurde Baltes vom Bezirksligisten Rather SV verpflichtet, mit dem er direkt in die Landesliga aufstieg. 2016 beendete er seine Karriere.
Baltes spielte schon in der U-20 Nationalmannschaft.